# Palmira Marçal
Pour les articles homonymes, voir Marçal.
Palmira Marçal, née le 20 mai 1984 au Brésil, est une joueuse brésilienne de basket-ball. Elle évolue durant sa carrière au poste de meneur.

## Palmarès
- Champion des Amériques 2009
- Champion des Amériques 2011